# Sugar
"Sugar" var den første single fra det amerikanske alternative metalband System of a Down. "Sugar" kom fra deres selvbetitlede debutalbum, men var allerede før blevet indspillet på deres første demo (Demo 1). Den fik større popularitet i radioen og senere fulgte de to andre singler "War?" og "Spiders"
Sangen var lavet før System of a Down overhovedet var et band. Daron Malakian og Shavo Odadjian sammensatte to riffs og senere lagde Serj Tankian lyrikken til. Sangen har været spillet til hver eneste af System of a Downs koncerter og kommer for det meste imod slutningen.

## Musikvideoen
I musikvideoen Sugar spiller bandet på en scene med det amerikanske flag i bagrunden (som gennem filmen brænder væk). Forskellige klip er sat ind i videoen af vold mod forsamlinger, hængninger, hære, prøvesprængning af atombomben og optagelser fra den tyske film Metropolis. 

## Spor

### Sugar single
Alle sange skrevet og komponeret af Serj Tankian. 
| 1.            | "Sugar"              | 2:34 |
| 2.            | "Sugar" (Censureret) | 2:34 |
| Total længde: | Total længde:        | 5:08 |

### Sugar (ep)
Alle sange skrevet og komponeret af Serj Tankian. 
| 1. | "Sugar"                      | 2:34 |
| 2. | "Sugar" (Censureret)         | 2:34 |
| 3. | "Storaged"                   | 1:19 |
| 4. | "Sugar" (Live)               | 2:24 |
| 5. | "War?" (Live)                | 2:44 |
| 6. | "Sugar" (Censureret og live) | 2:24 |
| 7. | "War?" (Censureret og live)  | 2:44 |